# Amanitenmomide

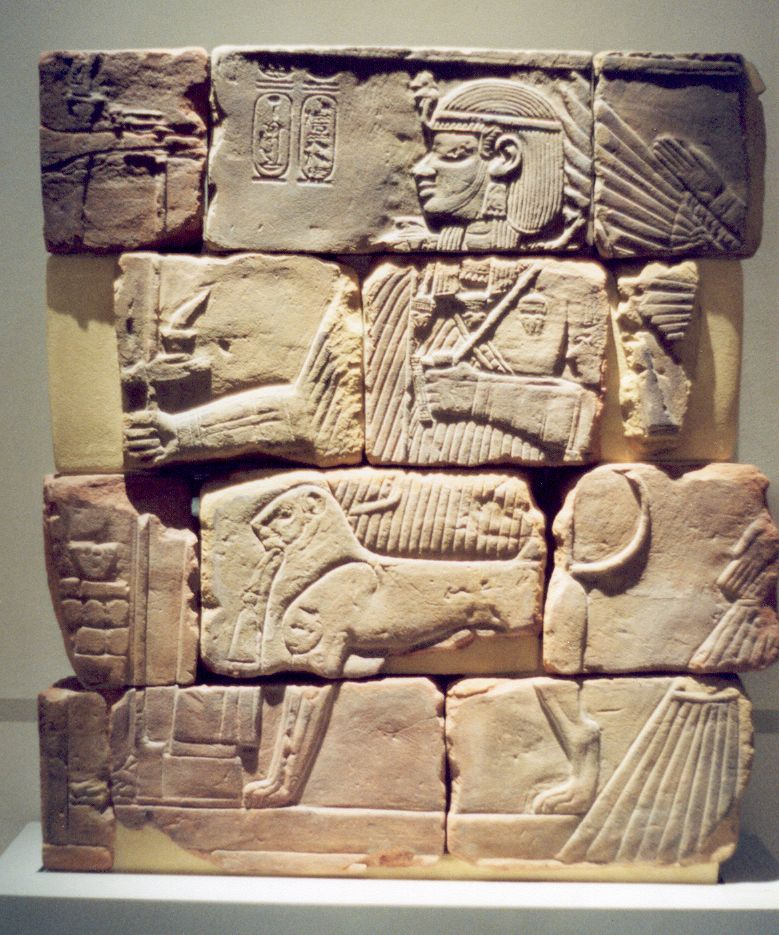
Relief aus der Pyramidenkapelle des Amanitenmomide in Meroe (heute im Ägyptischen Museum Berlin, Zustand im Jahr 2005 (nach Rückgängigmachung einer alten Restaurierung))

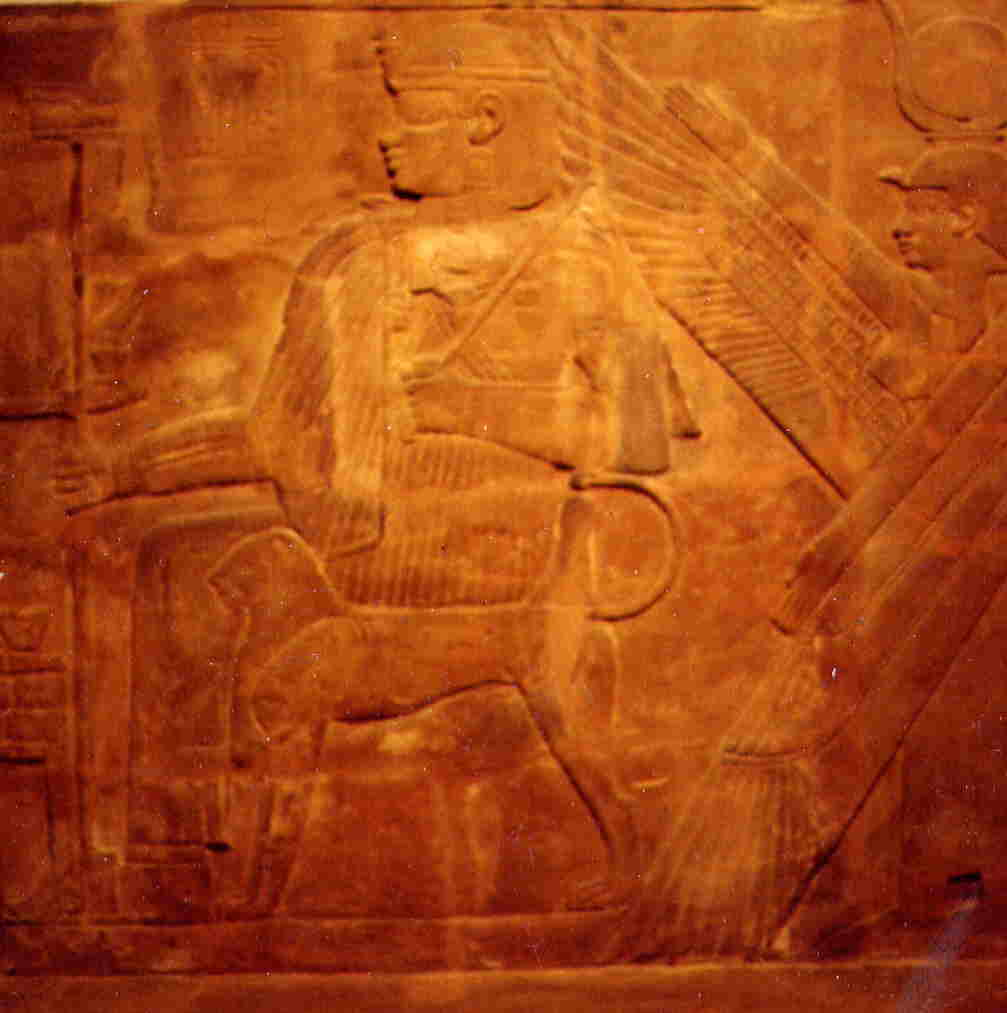
Relief aus der Pyramidenkapelle des Amanitenmomide in Meroe (heute im Ägyptischen Museum Berlin, Zustand im Jahr 1988)

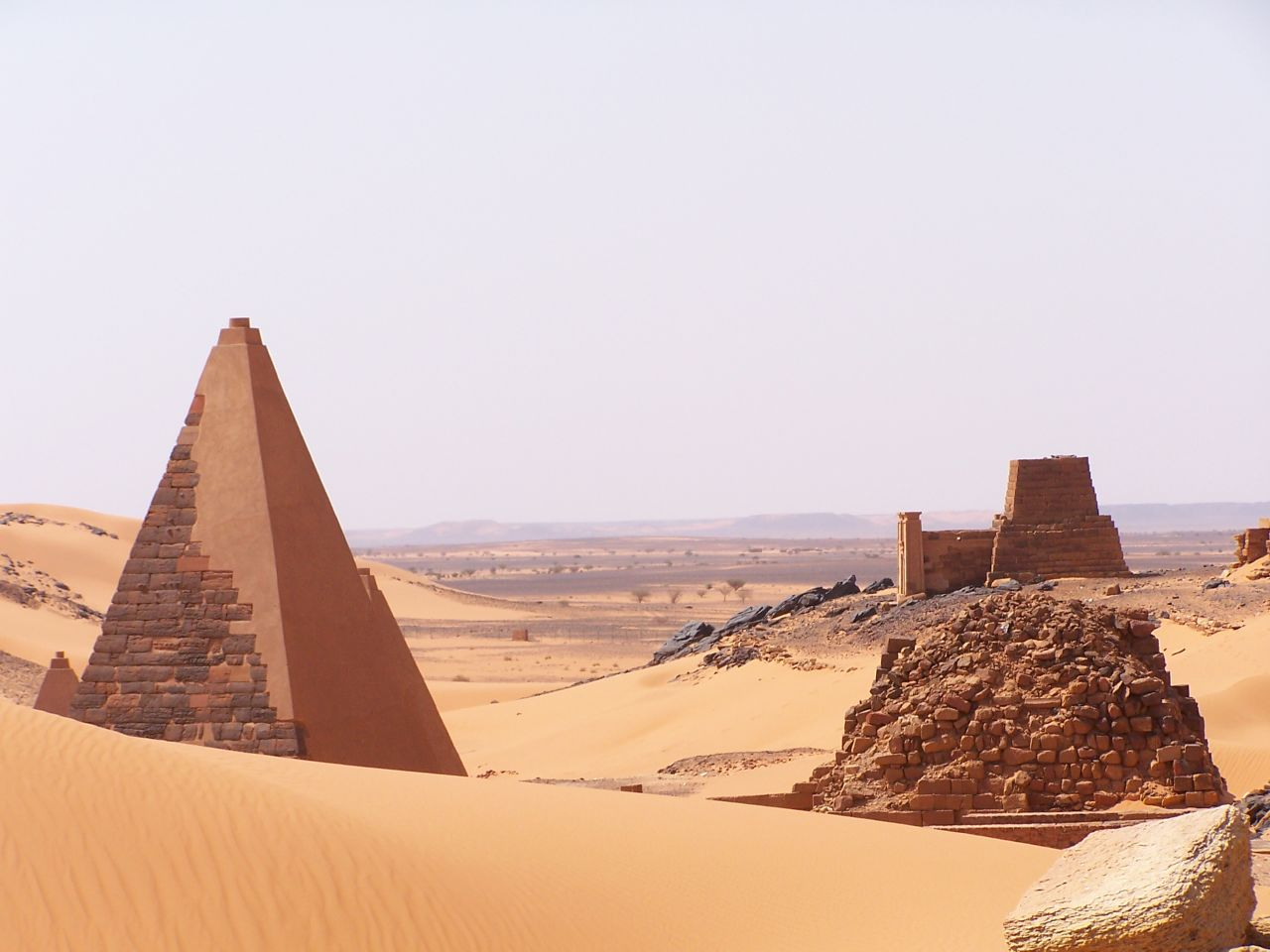
Pyramide des Amanitenmomide (Pyramide vorne rechts)

Amanitenmomide war ein nubischer König, der wohl im ersten nachchristlichen Jahrhundert regierte.

## Belege
Amanitenmomide ist bisher nur von seiner Pyramide Beg. N17 in Meroe bekannt. Der Bau ist mit einer Fläche von 8,6 m mal 8,6 m relativ klein. Vor der Pyramide stand eine Kapelle, deren Dekoration einer Wand Karl Richard Lepsius abbaute und in das Ägyptische Museum Berlin verbrachte. Sechs Blöcke der gegenüberliegenden Wand befinden sich heute im British Museum in London. In dem unterirdischen Teil der Anlage fand man noch Reste von drei Skeletten. Zwei von ihnen gehören Frauen, das dritte einem ca. dreißigjährigen Mann. In ihm werden die sterblichen Überreste des Königs vermutet. Amanitenmomide trug einen nach ägyptischem Vorbild und in ägyptischen Hieroglyphen geschriebenen Thronnamen: Nebmaatre.